# Krzysztof Łukaszewicz (reżyser)
Krzysztof Łukaszewicz (ur. 29 lutego 1976 w Szczecinie) – polski reżyser filmowy, scenarzysta.

## Życiorys
Wychowywał się w rodzinnym Szczecinie, gdzie uczęszczał do szkoły podstawowej i szkoły średniej. Absolwent Wydziału Ekonomii i Zarządzania Uniwersytetu Szczecińskiego oraz Dziennikarstwa i Nauk Politycznych na Uniwersytecie Warszawskim.
Członek Polskiej Akademii Filmowej.

## Filmografia
Reżyseria:
- Czerwone maki (2024)
- Orlęta. Grodno ’39 (2022)
- Belfer (2017; sezon 2)
- Karbala (2015)
- Żywie Biełaruś! (2012)
- Lincz (2010)
- Sekcja 998 (2006)

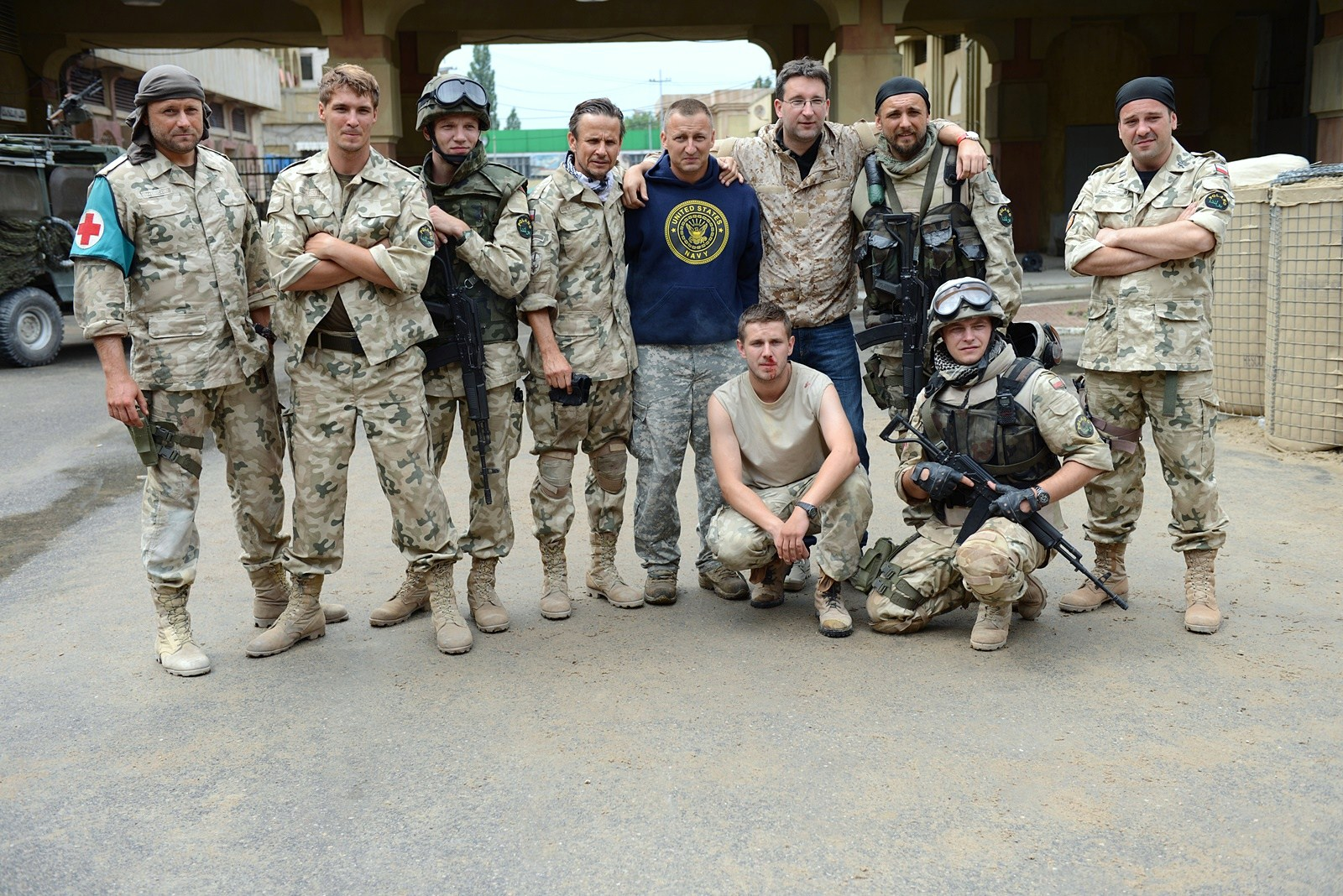
Krzysztof Łukaszewicz, pułkownik Grzegorz Kaliciak oraz aktorzy na planie filmu Karbala

- Bulionerzy (2004-06) (odcinki 16, 20)
- M jak miłość (od 2000) (odcinki 955–956, 972–974, 984–986)

Scenariusz:
- Żywie Biełaruś! (2012)
- Lincz (2010)
- Generał Nil (2009)
- Na dobre i na złe (od 1999) (odcinek 469)

Obsada aktorska
- 1999: Ogniem i mieczem − młody Krzywonos
- 2000: Ogniem i mieczem − młody Krzywonos
- 2001: Quo vadis − odźwierny
- 2002: Quo vadis − odźwierny
- 2003: Tak czy nie? − Węgier przy barze (odc. 3)
- 2003: Stara baśń. Kiedy słońce było bogiem − bratanek
- 2004: Stara baśń − bratanek
- 2009: Generał Nil − kurier z Londynu

## Nagrody
- 2010 – Polskie Nagrody Filmowe - Orły - (nominacja) w kategorii najlepszy scenariusz Generał Nil
- 2010 – Koszaliński Festiwal Debiutów Filmowych „Młodzi i Film” - Wielki Jantar - Grand Prix za film Lincz
- 2024 - Brązowy BohaterON w kategorii „osoba publiczna”[1]